# Бопс великоокий
Бопс великоокий, або бопс смугастий (Boops boops) — один з двох видів роду бопс (Boops), єдиний вид роду поширений в Україні.

## Поширення
Субтропічна частина східної половини Атлантичного океану від Норвегії до Анголи, Канарські острови, Кабо-Верде та Сан-Томе і Принсіпі включно. Є звичайним видом у Біскайській затоці, Гібралтарі й Середземне море. В Україні поширений у Чорному морі біля берегів Криму.

## Опис

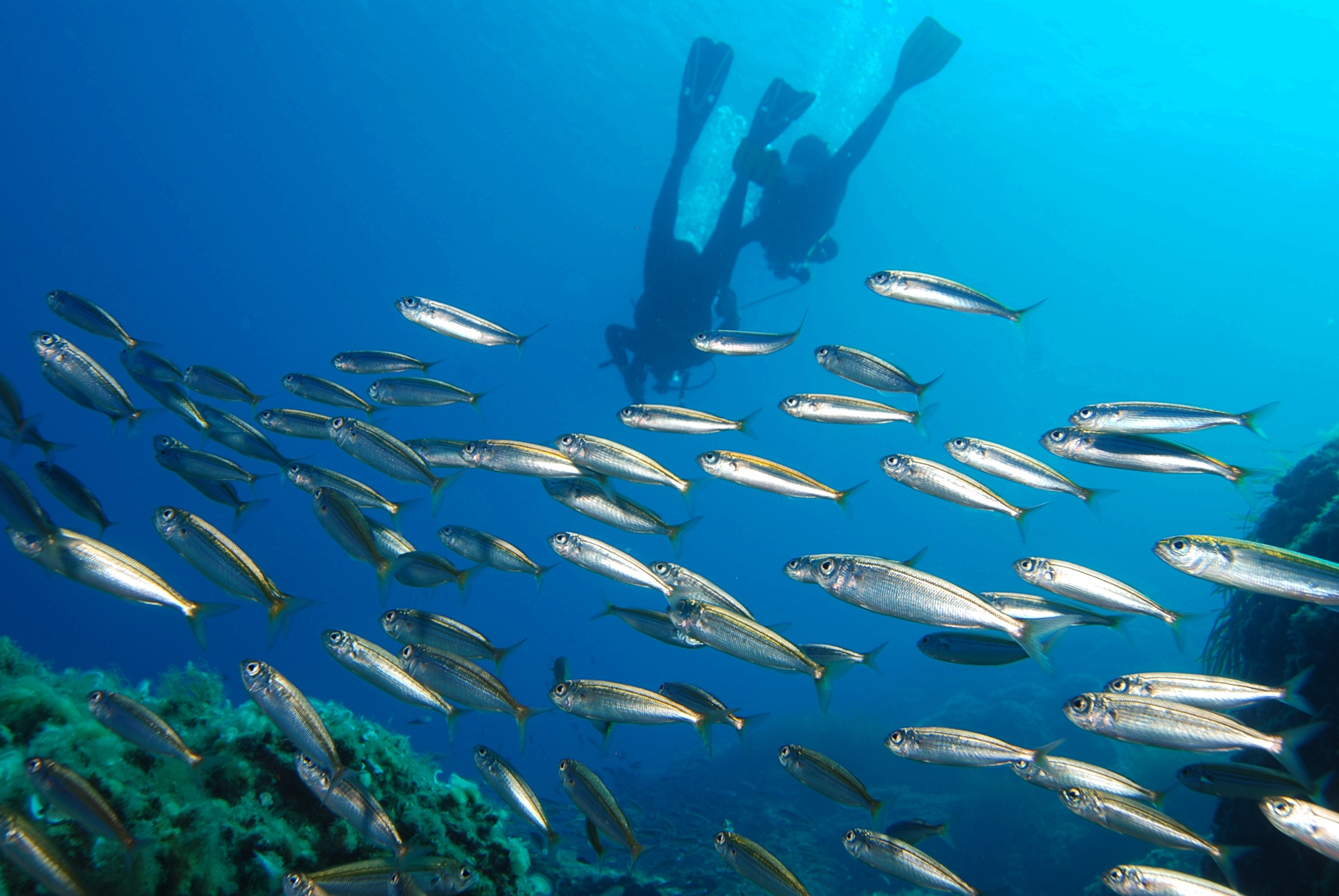
Зграйка бопса

Морська зграйна риба, що веде напівпелагічний спосіб життя, тримається здебільшого у прибережній зоні моря до глибини близько 100 метрів, на піщаному ґрунті, частіше у заростях та біля скель. Планктофаг і фітофаг, споживає ракоподібних, рослини, рибу. Тіло видовжене, струнке, тонке, вкрите середнього розміру міцно прикріпленою лускою. Міжочний простір не вкритий лускою. На щоках між передочною та передкришковою кістками є кілька рядів лусок. Спинний плавець довгий, складається з двох частин — колючої та м'якої, сполучених між собою. Хвостовий плавець дуже виїмчастий, з загостреними лопатями. Грудні плавці короткі, черевні плавці починаються трохи позаду вертикалі від основи грудних. Голова невелика. Рило коротке. Рот невеликий. Зуби різцеподібні, на верхніх щелепах з кількома округлими зазублинами. Ніздрі невеликі, овальні. Очі великі. Довжина тіла до 40 см. Спина зеленаво-сірувата чи сірувата, боки блідіші з жовтавим полиском. Бічна лінія темна. Паралельно до неї розміщені 3—4 золотисті смужки. Біля основи грудних плавців є маленькі чорні плями. Режим збереження популяцій та заходи з охорони Охороняється у Карадазькому природному заповіднику. Треба детальніше вивчити біологію, виявити місця перебування, встановити у них заповідно-заказний режим. Через малу чисельність промислового чи аматорського значення не має.

## Розмноження
Статеві залози мають чоловічі й жіночі зачатки, але розвивається лише один з них. Статевої зрілості досягає за довжини 14,5—22 см. Нереститься у червні-вересні. Ікринки трапляються поодиноко у травні за температури води близько 15 °C. Самці й самиці ростуть з однаковою інтенсивністю.